# NGC 1643
NGC 1643 је спирална галаксија у сазвежђу Еридан која се налази на NGC листи објеката дубоког неба.
Деклинација објекта је - 5° 19' 8" а ректасцензија 4h 43m 43,9s. Привидна величина (магнитуда) објекта NGC 1643 износи 13,3 а фотографска магнитуда 14,1. NGC 1643 је још познат и под ознакама MCG -1-13-1, IRAS 04412-0524, PGC 15891.